# مقراب محمول بمنطاد

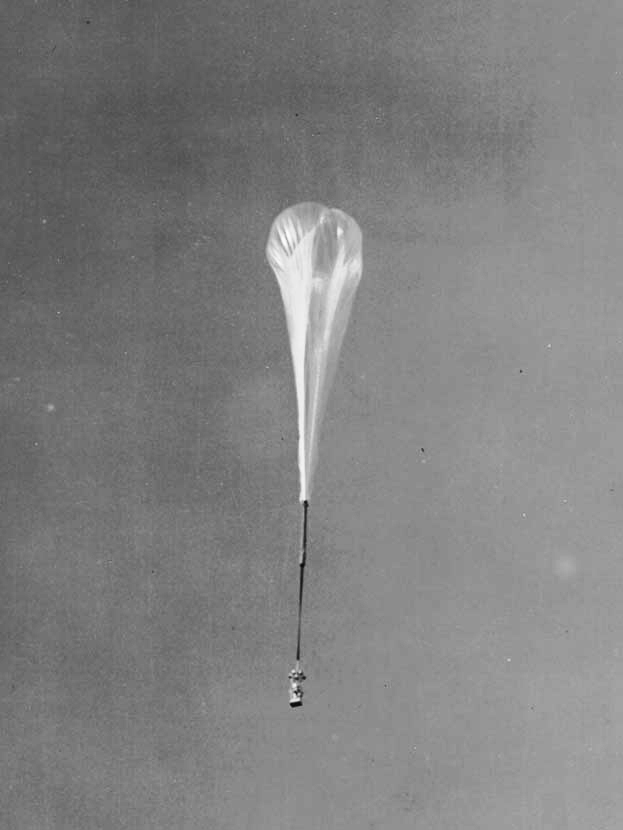
بالون سكايهوك، الذي أطلق في سبتمبر 1957 كجزء من مشروع ستراتوسكوب ، صور الشمس بدقة عالية

التلسكوب المحمول بالبالون، هو نوع من المراصد المحمولة جوا، وهو تلسكوب فلكي دون مداري معلق تحت واحد أو أكثر من البالونات الستراتوسفيرية، مما يسمح برفعها فوق الجزء السفلي والكثيف من الغلاف الجوي للأرض. ويمكن ذلك من تحسين الحد الأقصى لاستبانة المقراب بتكلفة أقل بكثير من تكلفة المرصد الفضائي. كما أنه يسمح بمراقبة نطاقات التردد التي يحجبها الغلاف الجوي.
مشكلة المراصد التي يحملها البالون، تتمثل في الارتفاع المنخفض نسبيا ووقت الطيران الذي لا يتجاوز بضعة أيام. ومع ذلك، فإن أقصى ارتفاع لها حوالي 50 كم، هو أعلى بكثير من الارتفاع المحدود للتلسكوبات التي تحملها الطائرات مثل مرصد كايبر المحمول جوا والمرصد الستراتوسفيري لعلم الفلك بالأشعة تحت الحمراء، التي لها ارتفاع محدود 15 كم. وقد سقط عدد قليل من المراصد المحمولة بالبالونات، مما أدى إلى إلحاق أضرار بالمصدر أو تدميره.
يحجب البالون «الأوج» أو سمت الرأس عن المرصد، ولكن التعليق الطويل جدا يمكن أن يقلل من ذلك إلى مدى 2 °. ويجب عزل المرصد عن الحركة المستحثة للرياح الستراتوسفيرية فضلا عن بطء دوران البالونات وحركتها. ويمكن الحفاظ على استقرار السمت بواسطة مقياس مغناطيسي، بالإضافة إلى جهاز المدوار أو النجم لتصحيحات أقصر أجلا. يعطي جبل المحور الثلاثة أفضل تحكم في حركة الأنبوب، الذي يتكون من محور السمت، والإرتفاع، وارتفاع عابر للارتفاع.

## البعثات
| اسم                   | فترة النشاط | الوصف والغرض |
| --------------------- | ----------- | --- |
| البالون المحمول جوا 1 | 1957-59     | تلسكوب 12 بوصة متصل ببالون بولي إيثيلين . كان هذا أول تلسكوب فلكي محمول بالبالون. التقطت صورًا فوتوغرافية للشمس ، تظهر ملامح التحبيب. في عام 1959، تم نقله مرة أخرى، هذه المرة بجهاز إرسال تلفزيوني. |
| البالون المحمول جوا 2 | 1963-1971   | تلسكوب 36 بوصة مع نظام بالون ترادفي. |
| تي أتس اي اي بي اي    | 1973-1976   | يستخدم تلسكوب الأشعة تحت الحمراء لرصد المصادر الممتدة ، بما في ذلك توهج الهواء، وضوء البروج، ومنطقة المجرة المركزية.                                                                                |
| هيرجز                 | 1991-1998   | مطياف عالي الدقة لفحص أشعة جاما وانبعاثات الأشعة السينية الصلبة من التوهجات الشمسية والمصادر المجرية. استخدمت مجموعة من أجهزة الكشف عن الجرمانيوم المبرد بالنيتروجين.                               |
| تجربة بوميرانج        | 1997-2003   | تلسكوب ميكروويف مع كاشفات مبردة تم نقله في رحلات طويلة المدى فوق القطب الجنوبي . تم استخدامه لرسم خريطة إشعاع الخلفية الكونية الميكروويف (CMBR).                                                    |
| ماكسيما               | 1998-1999   | تلسكوب ميكروويف مع جهاز استقبال مبرد تم استخدامه لقياس CMBR. |
| منطاد بحثي            | 2001-10     | تلسكوب الأشعة السينية الصلب الذي طار بنجاح ابتداء من عام 2001 لكنه تحطم في عام 2010، ودمر التلسكوب.                                                                                                 |
| انفجار                | 2003–       | تلسكوب أقل من ملليمتر مع فتحة 2 م. تم تدميره خلال الرحلة الثالثة، ولكن أعيد بناؤه وأكمل رحلة رابعة في عام 2010.                                                                                     |
| إنفوكيس               | 2004-       | منظار الأشعة السينية الصلب مع 49 سم 2 منطقة تجميع. |
| هيفت                  | 2005        | تلسكوب الأشعة السينية الصلب الذي يستخدم البصريات الغازية. |
| سانرايز               | 2009–       | تلسكوب الأشعة فوق البنفسجية بحجم 1 متر مع تثبيت الصورة والبصريات التكيفية لرصد الشمس. |
| بوجولايت              | 2011–       | تلسكوب للأشعة السينية الصلبة المستقطبة وأشعة جاما اللينة. |
| العنكبوت              | 2015–       | تلسكوب دون المليمتر يبحث عن موجات الجاذبية البدائية. |

## روابط خارجية
- أقمار البالون